# Пивневое
Пивневое (укр. Півневе; до 2016 г. Индустриа́льное) — село в Кременском районе Луганской области Украины. Входит в Кудряшовский сельский совет.
Население по переписи 2001 года составляло 74 человека. Почтовый индекс — 92930. Телефонный код — 6454. Занимает площадь 0,22 км². Код КОАТУУ — 4421681903.

## Местный совет
92931, Луганская обл., Кременский р-н, с. Кудряшовка, ул. Гагарина